# Mały Jabłuszek
Mały Jabłuszek (dodatkowa nazwa w j. kaszub. Môłi Jabùszk; niem. Sawadda, dawniej Schartowitz, Klein Jabluszek) – osada kaszubska w Polsce położona w województwie pomorskim, w powiecie kościerskim, w gminie Lipusz nad północnym brzegiem jeziora Wielkie Sarnowicze.
W latach 1975–1998 miejscowość administracyjnie należała do województwa gdańskiego.